# Багаття марнославства (фільм, 1990)
«Багаття марнославства» (англ. The Bonfire of the Vanities) — американський фільм 1990 року.

## Сюжет
Шерман Маккой працює маклером на біржі, у нього є практично все, чого можна бажати — хороший будинок, гроші, красуня дружина і коханка. Але життя Шермана змінюється, коли його коханка Марія, сидячи за кермом його машини, збиває чорношкірого підлітка. Шерман хоче здатися поліції, але Марія відмовляє його. Коли ж поліції стає все відомо, Марія звалює всю провину на Шермана. Маккоя звинуватили у вбивстві, і лише спритний журналіст Пітер Фаллоу знає, як довести його невинність.

## У ролях
| Актор           | Роль               |
| --------------- | ------------------ |
| Том Генкс       | Шерман Маккой      |
| Брюс Вілліс     | Пітер Фаллоу       |
| Мелані Гріффіт  | Марія Раскін       |
| Кім Кетролл     | Джуді Маккой       |
| Сол Рубінек     | Джед Крамер        |
| Морган Фріман   | суддя Леонард Вайт |
| Джон Генкок     | преподобний Бекон  |
| Кевін Данн      | Том Кілліан        |
| Кліфтон Джеймс  | Альберт Фокс       |
| Луїс Гйамбальво | Рей Андруітті      |
| Бартон Гейман   | детектив Мартін    |
| Норман Паркер   | детектив Голдберг  |

| Актор            | Роль              |
| ---------------- | ----------------- |
| Дональд Моффет   | містер Маккой     |
| Алан Кінг        | Артур Раскін      |
| Бет Бродерік     | Керолайн Гефтшанк |
| Курт Фуллер      | Поллард Браунінг  |
| Адам ЛеФевр      | Раулі Торп        |
| Річард Лібертіні | Ед Ріфкін         |
| Андре Грегорі    | Обрі Баффінг      |
| Мері Еліс        | Енні Лемб         |
| Роберт Стівенс   | сер Джеральд Мур  |
| Марджорі Монаган | Евелін Мур        |
| Ріта Вілсон      | П. Р. дівчина     |
| Кірстен Данст    | Кемпбелл Маккой   |

## Саундтрек
| Список треків | Список треків                   | Список треків |
| #             | Назва                           | Тривалість    |
| ------------- | ------------------------------- | ------------- |
| 1.            | «Prologue»                      | 1:44          |
| 2.            | «Bonfire of the Vanities Theme» | 4:34          |
| 3.            | «Master of the Universe»        | 0:53          |
| 4.            | «Concorde»                      | 0:59          |
| 5.            | «Bronx Exit»                    | 3:00          |
| 6.            | «Yo!»                           | 1:32          |
| 7.            | «Get-Away»                      | 1:41          |
| 8.            | «Love Drums, Part 1»            | 0:47          |
| 9.            | «Love Drums, Part 2»            | 0:46          |
| 10.           | «Coma»                          | 0:48          |
| 11.           | «End of the Road»               | 0:39          |
| 12.           | «Hang-Out»                      | 3:19          |
| 13.           | «Jackals Part 1 and 2»          | 2:37          |
| 14.           | «Subway Breakdown»              | 1:36          |
| 15.           | «Blues for Caroline»            | 3:34          |
| 16.           | «Thinking of Caroline»          | 1:35          |
| 17.           | «Out of My Life»                | 0:41          |
| 18.           | «Blues»                         | 1:02          |
| 19.           | «Bugged»                        | 1:23          |
| 20.           | «Father/Son»                    | 0:58          |
| 21.           | «Decency»                       | 1:41          |
| 22.           | «Speechless/Case Dismissed»     | 1:09          |
| 23.           | «Sword of Justice»              | 3:44          |
| 24.           | «Epilog/Peter's Theme»          | 1:17          |
| 25.           | «End Credit Theme»              | 3:42          |
| 46:16         |                                 |               |